# Lijst van rijksmonumenten in Maurik
De plaats Maurik telt 8 inschrijvingen in het rijksmonumentenregister. Hieronder een overzicht.
| Object                                                                 | Oorspronkelijke functie?  | Bouwjaar              | Architect | Locatie                       | Coördinaten?                  | Nr.?   | Afbeelding                                                             |
| ---------------------------------------------------------------------- | ------------------------- | --------------------- | --------- | ----------------------------- | ----------------------------- | ------ | ---------------------------------------------------------------------- |
| Boerderij van het betuwse t-huistype                                   | Boerderij                 | midden 19e eeuw       |           | Garststraat 15                | 51° 57' 45" NB, 5° 24' 14" OL | 28296  | Meer afbeeldingen                                                      |
| Gepleisterde boerderij onder rieten wolfsdak                           | Boerderij                 | 18e eeuw              |           | Garststraat 58                | 51° 57' 45" NB, 5° 24' 17" OL | 28297  | Meer afbeeldingen                                                      |
| Hervormde Sint-Maartenskerk                                            | Kerk en kerkonderdeel     | 17e eeuw              |           | Kerkplein 1                   | 51° 57' 47" NB, 5° 25' 29" OL | 28298  | Meer afbeeldingen                                                      |
| Toren der hervormde kerk                                               | Kerk en kerkonderdeel     | 14e eeuw en later     |           | Kerkplein bij 1               | 51° 57' 47" NB, 5° 25' 28" OL | 28299  | Meer afbeeldingen                                                      |
| Huis ten oosten van de kerk op de hoek van het kerkplein en de kerkweg | Kerkelijke dienstwoning   | eerste helft 19e eeuw |           | Kerkplein 8                   | 51° 57' 48" NB, 5° 25' 31" OL | 28300  | Huis ten oosten van de kerk op de hoek van het kerkplein en de kerkweg |
| Gepleisterde boerderij op T-vormige plattegrond                        | Boerderij                 | tweede kwart 19e eeuw |           | Van de Geerstraat 3           | 51° 57' 29" NB, 5° 24' 35" OL | 28301  | Gepleisterde boerderij op T-vormige plattegrond                        |
| Boerderij onder afgeknot zadeldak met geschulpte daklijst              | Boerderij                 | midden 19e eeuw       |           | Prinses Marijkesluisweg 36;38 | 51° 57' 21" NB, 5° 21' 35" OL | 28302  | Meer afbeeldingen                                                      |
| De Hoop                                                                | Industrie- en poldermolen | 1873 / 2006           |           | Molenstraat 22                | 51° 57' 58" NB, 5° 25' 38" OL | 527612 | Meer afbeeldingen                                                      |